# Сатурн (міфологія)
Сату́рн (лат. Saturnus) — бог хліборобства, рільництва та часу, культ якого був поширений у Римській імперії.
Його ототожнювали з грецьким Кроносом і міфи про обох богів зливалися.
Храми Сатурна можна було зустріти всюди; багато сіл, міст, півостровів називалось ім'ям бога, навіть сама Італія, куди прибув Сатурн після того, як його вигнав Юпітер, за переказом, мала назву Сатурнові землі (Saturnia tellus).
Святилище Сатурна біля підніжжя Капітолійського пагорба в Римі, заснування якого приписують Янусові (або Геркулесові), вважалося найдавнішим залишком доісторичної епохи Латіуму.
З ім'ям Сатурна було пов'язане уявлення про Золоту добу.
За легендою, культ Сатурна встановив Тулл Гостілій.
Храм на честь Сатурна та його дружини Опс побудовано на місці стародавнього святилища за часів початку республіки. У цьому храмі містилася римська державна скарбниця.
На честь Сатурна кожного року у грудні святкувалися триденні Сатурналії. На час цього свята припинялися всі роботи, раби сідали до столу разом із своїми панами, які їм прислуговували; Сатурнові приносили жертви, а вулицями міст йшли святкові процесії; у часи Імперії деякі імператори влаштовували пишні ігри та свята.
Протягом року, за винятком сатурналій, зображення Сатурна біля підніжжя Капітолія було оповите вовняними стрічками і немовби закутане, щоб добробут навіки був пов'язаний з містом і народом.